# 坚被灯心草
坚被灯心草（学名：Juncus tenuis）为灯心草科灯心草属的植物。分布于欧洲、日本、台湾岛、格鲁吉亚以及中国大陆的江西、黑龙江、浙江、山东、河南等地，生长于海拔350米的地区，多生长于河旁、溪边及湿草地，目前尚未由人工引种栽培。